# Maison du 41 rue Froide à Caen
La maison du 41 rue Froide est un édifice situé à Caen, dans le département français du Calvados, en France. Elle est inscrite au titre des monuments historiques.

## Localisation
Le monument est situé au no 41 de la rue Froide, dans le centre-ville ancien de Caen.

## Historique
La partie la plus ancienne de l'édifice conservée est datable du XVe siècle, mais il a été modifié au XVIIe siècle et au XVIIIe siècle. 
La façade et la cage d'escalier sont inscrits au titre des monuments historiques depuis le 25 juin 1929.

## Architecture
L'immeuble est bâti en pierre de Caen.
La façade sur la rue est du XVIIIe siècle. Dans la cour, subsiste un manoir avec tourelle à trompe daté du XVe siècle modifié au XVIIe siècle.